# Herman Blomquist
Josef Herman Blomquist (i riksdagen kallad Blomquist i Växjö), född 20 april 1879 i Tingsås socken, död 25 augusti 1939 i Växjö, lokomotivförare och riksdagsman. Blomquist var ledamot av andra kammaren för Kronobergs läns östra valkrets 1921 och för Kronobergs läns valkrets 1922–1939. Han skrev 25 egna motioner bl a om löner för vissa statliga befattningshavare samt om understöd åt enskilda personer.